# Nautarachna
Nautarachna är ett släkte av kvalster. Nautarachna ingår i familjen Nautarachnidae.
Nautarachna är enda släktet i familjen Nautarachnidae.
Kladogram enligt Catalogue of Life:
| Nautarachna | \| \| Nautarachna karl-vietsi \| \| \| \| \| \| Nautarachna muskoka \| \| \| \| \| \| Nautarachna queticoensis \| \| \| \| |
|             | \| \| Nautarachna karl-vietsi \| \| \| \| \| \| Nautarachna muskoka \| \| \| \| \| \| Nautarachna queticoensis \| \| \| \| |
|             | Nautarachna karl-vietsi |
|             | |
|             | Nautarachna muskoka |
|             | |
|             | Nautarachna queticoensis                                                                                                   |
|             | |